# Altynmoskee
De Altynmoskee ((zh) ) is een moskee in Yarkand, Xinjiang, China. Het staat bekend om zijn geverfde plafond. In het hof van de moskee is ook het graf van de dichter Amannisa Khan (1526-60). Zij was de vrouwe van een van de lokale khans.
Achter de moskee is een gebouw waar de Khans van Yarkand begraven zijn.